# Phoebe cinnamomifolia
Phoebe cinnamomifolia es una especie de árbol de la familia 
Lauraceae. Es originaria de Suramérica.

## Descripción
Es un árbol que alcanza los 18 m de altura y los 40 cm de diámetro en su tronco; su copa es globosa; su follaje de color verde oscuro y es brillante; su ramificación es abundante; sus ramas son escasas y vidriosas; sus ramitas son de color verde rojizo, angulosas y expiden un olor fragante al herirlas. Las hojas son simples, alternas, están dispuestas en forma de hélices (helicoidales), tienen forma elíptica, su textura es parecida a la del cuero (coriáceas), son lisas (Glabras), su borde entero, su base es redondeada, terminan en punta y poseen un peciolo largo y de color rojizo.
Las flores son de color blanco, pequeñas y fragantes y están dispuestas en inflorescencias terminales en forma de panículas cuyos ejes son de color rojo.
Los frutos son de 18 mm de largo por 8 mm de ancho, son carnoso, tienen forma ovalada, su pulpa es de color amarillo y aceitosa, la base es parecida a una cúpula de color rojo y cada uno contiene una semilla. Las semillas miden 1 cm de largo por 0.5 cm de ancho, tienen forma elipsoide son carnosas y olorosas al romperlas. (Mahecha.2004)

## Distribución y hábitat
Habita entre los 1000 y los 1400 metros en bosques húmedos premontanos y muy húmedo premontano. Es una especie nativa, y encuentra en Venezuela y en Perú. (Mahecha.2004)

## Propagación y crecimiento
Por semillas. Es una especie de rápido crecimiento y requiere algo de sombra en su estado juvenil, al madurar, de abundante luz solar, Pierde parcialmente sus hojas. (Mahecha.2004)

## Usos
Sus frutos son consumidos por algunas aves (avifauna); su madera se utiliza para carpintería; puede ser plantado para conformar cercas vivas. (Mahecha.2004)

## Sinonimia
- Cinnamomum cinnamomifolium (Kunth) Kosterm.
- Persea cinnamomifolia Hemsl.
- Persea cinnamomifolia Kunth
- Persea mexicana (Meisn.) Hemsl.
- Phoebe costaricana Mez & Pittier
- Phoebe mexicana Meisn.
- Phoebe tonduzii Mez[1]

## Nombre comunes
Amarillo laurel, laurel, laurel colorado y laurel jigua.